# حزب الأحرار الاشتراكيين المصري
حزب الأحرار الاشتراكيين المصري انشيء كمنبر سياسي عام 1976، تحول الي حزب سياسي باسم حزب الاحرار الاشتراكيين عام 1977 كواحد من ثلاث احزاب مصرية بعد عودة الحياة الحزبية (حزب التجمع «يسار» - حزب مصر «وسط» – حزب الاحرار «يمين») بزعامة / مصطفي كامل مراد (أحد الضباط الاحرار) وصدرت أول صحيفة معارضة في مصر تمثل الحزب (جريدة الاحرار1977).

## اوضاعه السياسية
- حصل في أول انتخابات برلمانية علي 25 مقعدا ووتزعم المعارضة في مجلس الشعب، واستطاع المشاركة في كل انتخابات التي شهدتها مصر سواء برلمانية أو محلية ولديه مقرات في كل محافظات الجمهورية. ويشارك بفاعلية في الساحة السياسية.
- يملك 12 صحيفة ما بين يومية واسبوعية وشهرية (الاحرار– الحقيقة – افاق عربية - المواجهة – حديث المدينة – العامل المصري – الأخبار الزراعية- أخبار الصعيد – المدينة الحرة «الزملكاوية» – النور – أخبار الصباح.
- توفي رئيسه مصطفي مراد في 14 أغسطس 1998.
- وظل الحزب في نزاع حتي حسمت المحكمة الأدارية العليا ولجنة شؤون الأحزاب رئاسة الحزب للكاتب الصحفي طارق درويش وإنهاء النزاع وعودة الحزب وصحفه للحياة السياسية المصرية
- في أغسطس 2020 أقرت المحكمة الإدارية العليا بأحقية الصحفي طارق درويش رئيسا للحزب وأقرت لجنة شؤون الأحزاب بالحكم وأصدرت قرار بتولي درويش رئيسا للحزب في في سبتمبر 2020 وهو الرئيس الفعلي للحزب الذي عاني نزاعات طويلة.[4]